# Johann Friedrich Eich (Politiker)
Johann Friedrich Eich (* 6. Februar 1812 in Worms; † 25. August 1879 ebenda) war Gemeinderat, Theologe, Lehrer, Mitglied der II. Hessischen Abgeordneten-Kammer und Ehrenbürger der Stadt Worms.

## Leben
Sein Vater war ein Chirurg aus Kirchberg; seine Mutter stammte aus Worms. Nach dem Schulbesuch auf dem Wormser Gymnasium zweiten Ranges legte er in Mainz das Maturitätsexamen ab. Von 1830 an studierte er an der  Hessischen Ludwigs-Universität Evangelische Theologie. Er wurde Mitglied der Alten Gießener Burschenschaft Germania (1830), des Corps Starkenburgia (1832), des Corps Palatia Gießen (1833) und des Corps Rhenania Heidelberg (1833). Er ist im Schwarzen Buch der Frankfurter Bundeszentralbehörde (Eintrag Nr. 350) festgehalten. 1843 wurde er zum Dr. phil. promoviert.

## Wirken
Eich war zwischen dem 30. November 1844 und dem 1. Dezember 1866, auf Wunsch des Gemeinderates, Lehrer am Wormser Gymnasium. Zwischen den Jahren 1848 und 1849 war er Vorsitzender des Wormser Bürgervereins. Auf einer Vereinssitzung im Jahre 1849 drückte er sein Bedauern über den Umstand aus, dass Österreich leider von Deutschland getrennt werden müsse. Als Vorsitzender des Bürgervereins war er ein Gegner des liberal eingestellten Ferdinand von Loehr, welchem es besondere Genugtuung bereitete, dass Eich mit Johann Andreas Kranzbühler, dem Herausgeber der als liberal geltenden Wormser Zeitung in Streit geriet.
Ab dem Jahr 1848 schrieb er die wesentlichen Leitartikel in der Wormser Zeitung und vertrat in den Jahren 1851 bis 1856 die Stadt Worms in der II. Kammer des Großherzoglich Hessischen Landtags in Darmstadt.

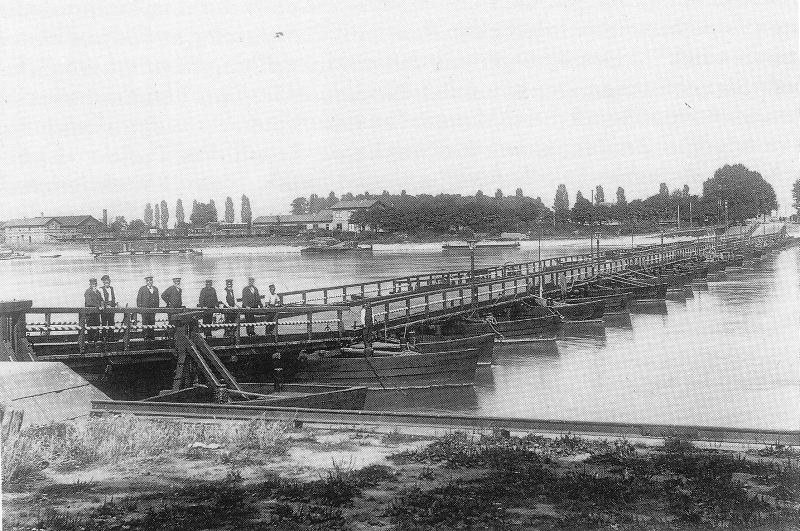
Schiffsbrücke bei Worms (Aufnahme 1890).

In Worms setzte er sich vor allem in folgenden Bereichen ein:
- Errichtung der Schiffsbrücke Worms über den Rhein
- Ausbau der Wormser Bahnanbindung (unter anderem der Bau der Riedbahn und der weitere Ausbau von Worms als Eisenbahnknotenpunkt)
- Bau des Lutherdenkmals

Nach der Einweihung des Lutherdenkmals am 25. Juni 1868 wurde ihm die Ehrenbürgerwürde der Stadt Worms zuerkannt.
Der Vereinigten Kasino- und Musikgesellschaft Worms stand Eich zwischen 1860 und 1862 als Präsident vor.
Von 1851 bis 1856 gehörte er der Zweiten Kammer der Landstände an. Er wurde für den Wahlbezirk Rheinhessen 8/Worms gewählt. Er war Stadtverordneter und Ehrenbürger in Worms.

## Tod
Eich starb am 25. August 1879 in Worms. Sein Ehrengrab wurde 1958 vom Rheingewannfriedhof auf den Friedhof Hochheimer Höhe umgebettet.